# Clemente Graziani
Clemente Graziani surnommé Lello (Rome, 17 mars 1925 - Asunción, 12 janvier 1996) était un politicien italien, connu pour être l'un des dirigeants du Centro Studi Ordine Nuovo et fondateur du Movimento Politico Ordine Nuovo.

## Biographie
Orphelin de père à l'âge de trois ans, il est diplômé de l'institut commercial et obtient un emploi au ministère des Transports, qu'il abandonne bientôt pour se porter volontaire dans la Marine royale italienne, falsifiant des documents compte tenu de son jeune âge. Il a déserté peu de temps après l'attaque d'un officier exalté.

## De la RSI au MSI
À l'hiver 1944, il se porta volontaire pour l'armée de la République sociale italienne. Pendant la bataille de Montecassino, il était occupé à des tâches de liaison entre la ligne de front et la ligne arrière. Il a pris part à la retraite à Rome.
À l’arrivée des Alliés, il trouva du travail dans un garage et, dès la fin de la guerre, commença une activité politique, principalement militante. Il a participé à la fondation du Mouvement social italien, mais il n'a pas immédiatement pris la carte.
C'est à cette époque qu'il commence son éducation culturelle. À la Bibliothèque nationale, il a lu un livre de Julius Evola par hasard, a décidé de le rencontrer et depuis lors, un partenariat très intense est né entre eux. Evola devint pour Graziani et pour tous les jeunes (les soi-disant fils du soleil, qui tournaient autour des magazines Imperium et La Sfida) le père spirituel de la droite traditionaliste.
Il a été arrêté en 1949 parce qu'il était responsable de la tentative de naufrage du navire-école Cristoforo Colombo destiné à l'Union soviétique en réparation des dommages causés par la guerre. Il a ensuite pris part aux attaques des FAR (Fasci di Azione Rivoluzionaria) et la Legione nera en 1951 et dans les incidents de Garbatella.
Pour la Legione Nera, Lello, Franco Dragoni et Fausto Gianfranceschi (it) ont consacré la soirée du 12 mars 1951 à des attentats à la bombe dans les rues de Rome; Graziani en particulier a traité avec une fenêtre du ministère des Affaires étrangères. Les enquêtes, stimulées également par d'autres attaques successives, ont abouti à la mise en accusation de plusieurs membres de l'extrême droite de l'époque, des raids ont eu lieu (dirigé par Federico Umberto D'Amato (it) qu'en mai, Evola a été arrêté lui-même et que le procès a eu lieu en juin; Dans le cadre de l'acte d'accusation, le procureur Sangiorgi a qualifié les accusés de garçons animés par le patriotisme et méritant d'être félicités pour leur pureté d'esprit. Graziani, Dragoni et Gianfranceschi ont été condamnés à la peine la plus sévère, à un an et 11 mois.
Plus tard, Paolo Signorelli se serait rappelé que Graziani était le chef de la Legione nera, c’est en effet lui qui l’a appelé.

## Graziani etOrdine Nuovo
En 1953, Graziani fonda le Centro Studi Ordine Nuovo avec Pino Rauti, Paolo Andriani et Paolo Signorelli (politico) (it), un laboratoire d'idées basé sur les enseignements d'Evola, en tant que composante interne du Mouvement social italien. Au congrès national Missino à Milan en novembre 1956, ils s'allièrent à l'« aile gauche » d'Almirante et de Massi, perdant la mesure sur les modérés de Michelini qui fut confirmé secrétaire. Tout le groupe d'Ordine Nuovo quitte alors le parti.
Durant cette période, il obtint la carte de Organisation armée secrète française (OAS), un privilège réservé jusqu'alors à un autre Italien.
En 1969, lorsque Giorgio Almirante prit la direction du parti à la mort d’Arturo Michelini, Rauti et presque tous les dirigeants du Centro studi ON revinrent au MSI; le 21 décembre, Graziani, avec les quelques dirigeants dissidents, dont Elio Massagrande, mais avec la majorité de la base, fonda le Mouvement politique du Nouvel ordre, qui gardait comme logo la hache à double tranchant dans un cercle blanc sur un fond rouge comme emblème . Le mouvement a publié le périodique Ordine Nuovo Azione et est devenu l'organisation la plus cohérente de la droite extra-parlementaire, atteignant environ dix mille membres.

## Le procès d'Ordine Nuovo
En 1971, le ministère public de Rome engagea une procédure contre le mouvement de reconstitution du Parti national fasciste dissous : l'accusation ne portant pas sur des faits de sang ou des épisodes de violence politique, Graziani parla de « procès politique ». Son fugitif a commencé peu après la condamnation du premier nouveau procès ordonné le 21 novembre 1973 avec lequel il a été condamné à une peine de cinq ans et trois mois d'emprisonnement (réduite à trois ans en appel) et à une interdiction perpétuelle d'exercer des fonctions publiques. Le lendemain, le mouvement fut interdit par le ministre de l'Intérieur de l'époque, Paolo Emilio Taviani.
Dans ses mémoires, Taviani a ensuite raconté qu'une rencontre avec le procureur, Vittorio Occorsio (it), avait eu lieu pendant le procès, avant la sentence, au cours de laquelle le magistrat lui avait demandé si « Tout finirait à nouveau dans le néant? » et le ministre répondit non, après avoir réalisé le danger pris par le mouvement. Et toujours dans le même esprit, Taviani lui-même a déclaré qu'une fois le décret de dissolution du mouvement préparé, il est arrivé au Palazzo Chigi et a enregistré l'opposition de Mariano Rumor, d'Aldo Moro et du chef du cabinet Piga, pour qui le décret était inconstitutionnel; ayant quitté Moro, le conseil des ministres l'aurait ensuite approuvé à l'unanimité. La retenue d'inconstitutionnalité dépendait du fait que la dissolution d'un organe politique, d'où la privation de droits politiques, était subordonnée à une peine au premier degré et non à une peine finale, comme Taviani l'a lui-même confirmé dans les dispositions de la loi Scelba. Au lieu de cela, la loi a été interprétée en donnant corps (dans le sens indiqué par les faits) à la phrase « si, avec une phrase, la reconstitution du Parti national fasciste est constatée ».

## Fin
Graziani a créé Anno Zero, un périodique qui reproduit le contenu de l’Ordine Nuovo Azione et qui représente la suite de ON; la tête devait faire face à des problèmes sociaux dans les prévisions, mais seulement quatre problèmes sont sortis.
Au cours des années suivantes, Graziani fut accusé de nombreux faits auxquels il était étranger ou même opposé, tels que la tentative de coup d'état du Golpe Borghese, la conspiration de la rose des vents, les attaques de l'Ordine Nero, les blessures de l'exilé chilien Leighton, l'unification avec Avanguardia Nazionale. Enfin, le meurtre du juge Vittorio Occorsi (it), pour lequel un mandat d'arrêt international a également été lancé à l'encontre de Graziani.
Arrêtés et jugés à Londres, les autorités britanniques n'ont pas accordé l'extradition pour incohérence des preuves, à tel point que le juge anglais a regretté de ne pouvoir ordonner à l'État italien de supporter les frais du procès. Après la Grèce sous la Dictature des colonels (aux autorités militaires desquelles il s'est présenté comme prêt à se battre pour une éventuelle guerre contre la Turquie) et l'Angleterre, Graziani s'est d'abord rendu Bolivie du dictateur Hugo Banzer Suárez, c'est le seul pays qui l'a officiellement accepté malgré les mandats prises internationales, puis au Paraguay, où l’extradition vers l’Italie a été refusée pour la deuxième fois. Au Chaco, Graziani, il découvrit une nouvelle patrie, tomba amoureux de cette terre qui l'avait accueilli et se transforma en ganadero pour finir par élever du bétail.
Cependant, il n'a pas négligé l'engagement politique: en fait, de nombreux écrits, essais et magazines ont été produits au cours de cette période. Installé au Paraguay, il a ouvert son domicile à Asunción à ceux qui venaient le voir d'Italie; ses amis et sa famille se sont joints à lui, à commencer par son épouse Fiorella et leurs enfants. Entre-temps, les charges retenues contre lui étaient abandonnées: il était constamment acquitté de toutes les accusations, y compris la plus grave, à savoir celle liée au meurtre d'Occorsio, à partir de laquelle il avait été acquitté avec une formule complète. Il ne reste plus que 8 mois d'emprisonnement, la dernière peine du premier procès d'Ordine Nuovo.
La santé commençait à faiblir et il était donc impliqué dans l'organisation de situations familiales et privées. Il est décédé à Asunción le 12 janvier 1996 avec son épouse, ses enfants et ses meilleurs amis à proximité.